# Frank-Lothar Hossfeld
Frank-Lothar Hossfeld (né le 19 juin 1942 à Metz et mort le 2 novembre 2015 à Bonn) est un théologien allemand. Auteur de nombreux ouvrages sur l'Ancien Testament, il est un spécialiste du Livre des Psaumes.

## Biographie
Frank-Lothar Hossfeld voit le jour le 19 juin 1942, à Metz, en Lorraine, pendant la Seconde annexion. Après des études secondaires à Boppard, en Rhénanie-Palatinat, il s'inscrit à l'Université de Trèves. De 1961 à 1966, Frank-Lothar Hossfeld étudie la philosophie et la théologie catholique. Il est ordonné prêtre en 1966. De 1967 à 1969, il exerce à Herdorf dans le diocèse de Trèves. De 1969 à 1973, Frank-Lothar Hossfeld prépare un doctorat de théologie, qu'il soutient à l'Université de Ratisbonne.
En 1976, il est nommé assistant de recherche au Département d'histoire biblique de l'Université de Münster en Westphalie. Habilité à diriger des recherches en 1981, il est nommé professeur à l'Université de Ratisbonne, spécialiste de l'Ancien Testament. De 1982 à 2009, il enseigne la théologie à l'Université rhénane Frédéric-Guillaume de Bonn, une des plus prestigieuses universités du pays. Au cours de sa carrière universitaire, ses recherches portèrent principalement sur le Livre des Psaumes. 
Frank-Lothar Hossfeld s'est éteint le 2 novembre 2015, à Bonn.

## Publications
Outre de nombreux articles encyclopédiques, écrits notamment pour le Lexikon der Religionen, Frank-Lothar Hossfeld est l'auteur de plusieurs monographies :
- Psalmen 101 - 150, Freiburg, Br. : Herder, 2008.
- Für immer verbündet, Stuttgart : Verl. Kath. Bibelwerk, 2007.
- Das Manna fällt auch heute noch, Freiburg im Breisgau : Herder, 2004.
- Du sollst nicht töten!, Stuttgart : Kohlhammer, 2003.
- Wieviel Systematik erlaubt die Schrift?, Freiburg im Breisgau : Herder, 2001.
- Psalmen 51 - 100, Freiburg im Breisgau : Herder, 2000.
- Worum geht es in der Rechtfertigungslehre?, Freiburg im Breisgau : Herder, 1999.
- Die Freude am Herrn, Köln : PEK, 1998.
- Die Psalmen, Köln : Karl-Rahner-Akad., 1994.
- Vom Sinai zum Horeb, Würzburg : Echter, 1989.

## Sources
- Till Magnus Steiner : Vita - Frank-Lothar Hossfeld (en ligne).